# Jonas Sakuwaha
Jonas Sakuwaha (Kafue, 22 luglio 1983) è un ex calciatore zambiano, centrocampista della Nazionale zambiana.

## Palmarès

### Club

#### Competizioni nazionali
- Sudan Premier League: 1

Al-Merrikh: 2011
- Coppa del Sudan: 1

Al-Merrikh: 2012
- Campionato della Repubblica Democratica del Congo: 2

TP Mazembe: 2013, 2014
- Supercoppa della Repubblica Democratica del Congo: 1

TP Mazembe: 2013

### Nazionale
- Coppa d'Africa: 1

2012